# St-Jacques-St-Philippe (Lentilles)

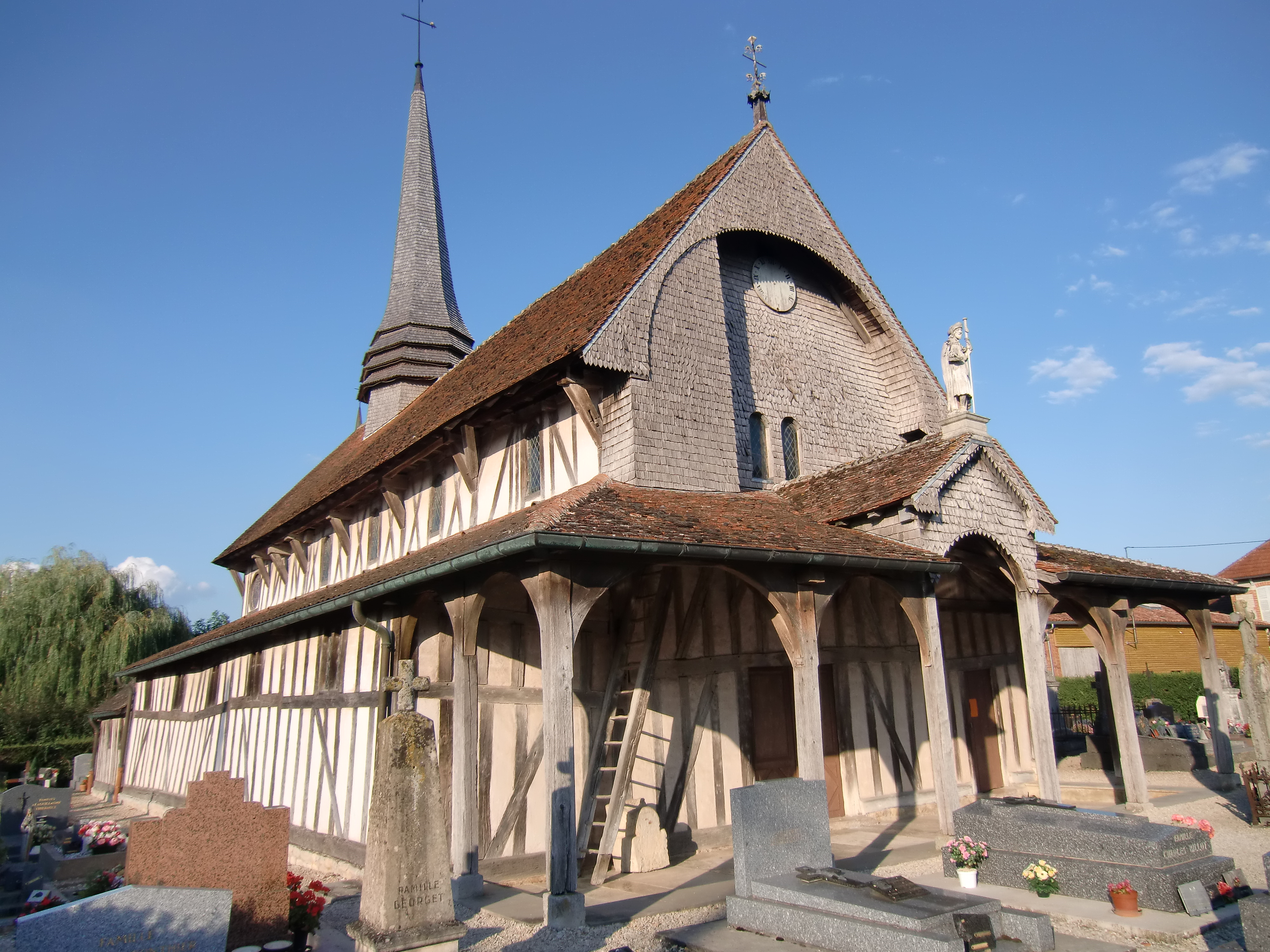
Kirche Saint-Jacques-Saint-Philippe

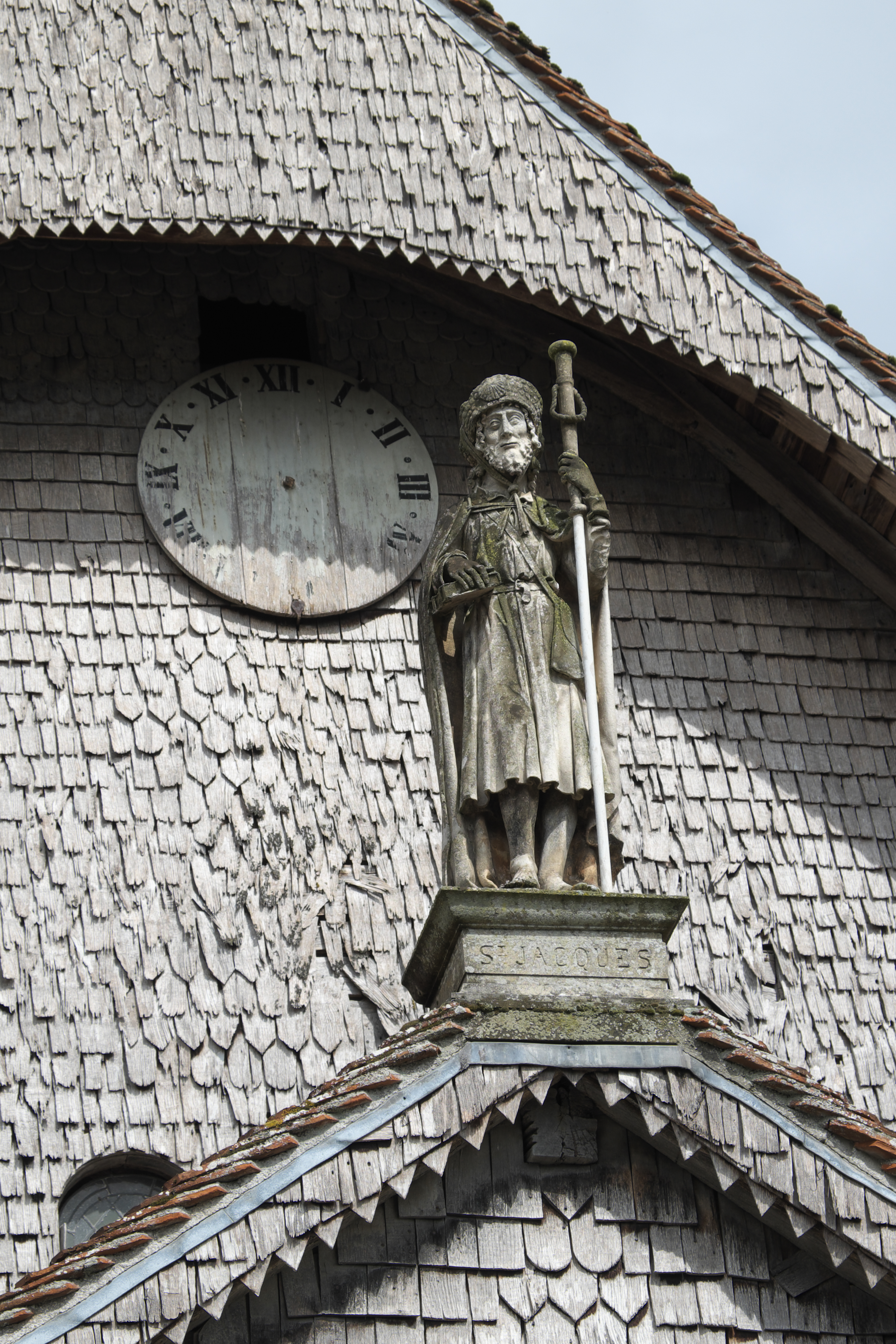
Apostel Jakobus der Ältere

Die katholische Kirche Saint-Jacques-Saint-Philippe in Lentilles, einer Gemeinde im Département Aube in der französischen Region Grand Est, wurde im 16. Jahrhundert errichtet und gilt als eine der schönsten Fachwerkkirchen des Pays du Der. In der Kirche sind Bleiglasfenster aus dem 16. Jahrhundert erhalten. Im Jahr 1933 wurde die den Aposteln Jakobus dem Älteren und Philippus geweihte Kirche als Monument historique in die Liste der Baudenkmäler in Frankreich aufgenommen.

## Geschichte
Die Kirche wurde nach 1512 gebaut. Wie dendrochronologische Untersuchungen belegen, wurden die Bäume, deren Holz für den Bau der Kirche verwendet wurde, in diesem Jahr gefällt. Das westliche Joch des Langhauses und die Vorhalle wurden zu einem späteren Zeitpunkt angebaut. Im Jahr 1973 wurde unter einem falschen Gewölbe aus Gips eine Holzdecke entdeckt und wieder freigelegt.

## Architektur

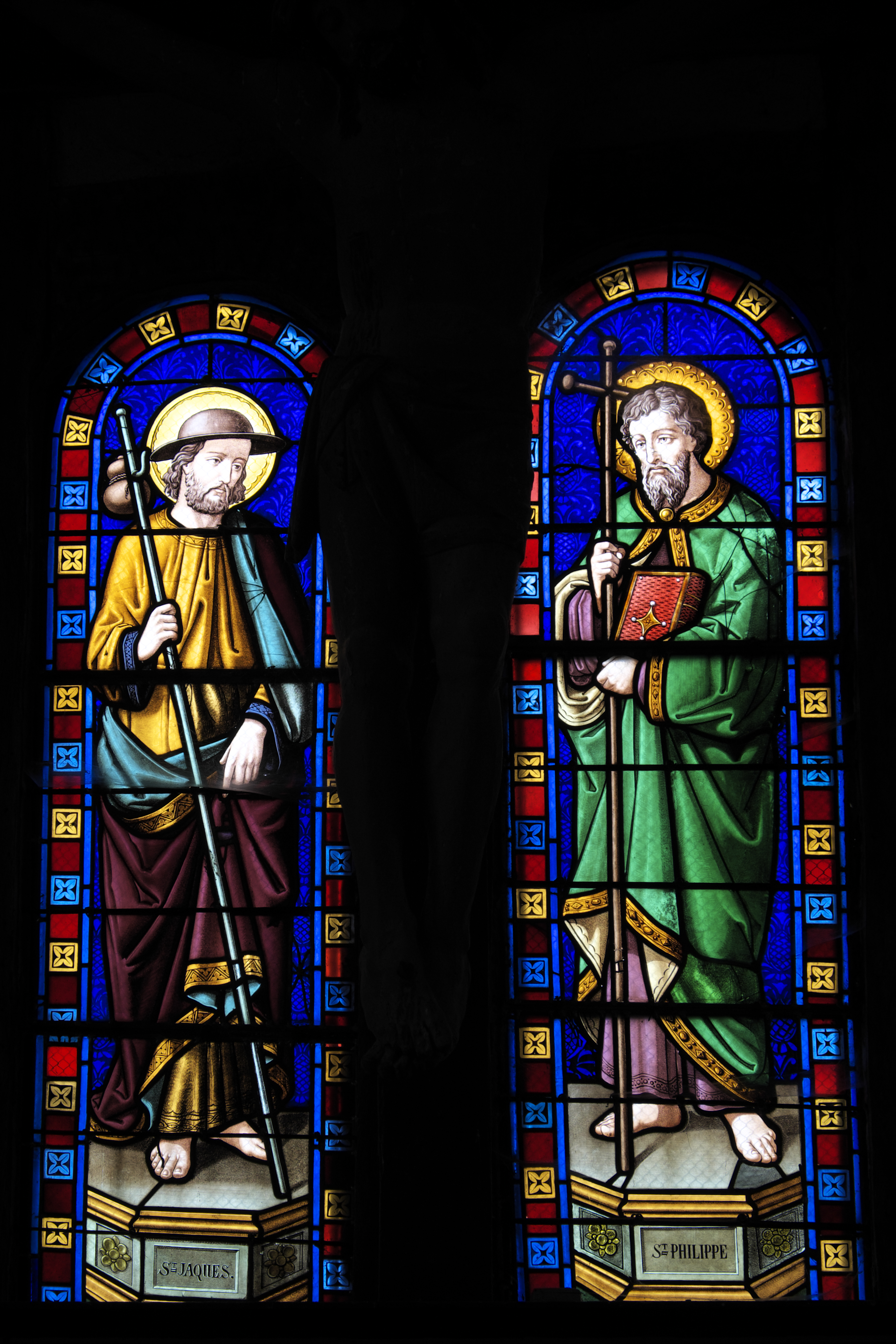
Apostel Jakobus und Philippus

Das Langhaus ist dreischiffig und in fünf Joche gegliedert. Das Mittelschiff mündet in einen einjochigen, fünfseitig geschlossenen Chor. Über dem fünften Joch sitzt der mit Holzschindeln gedeckte polygonale Dachreiter. Mit Holzschindeln verkleidet ist auch die Westfassade und die Vorhalle. 

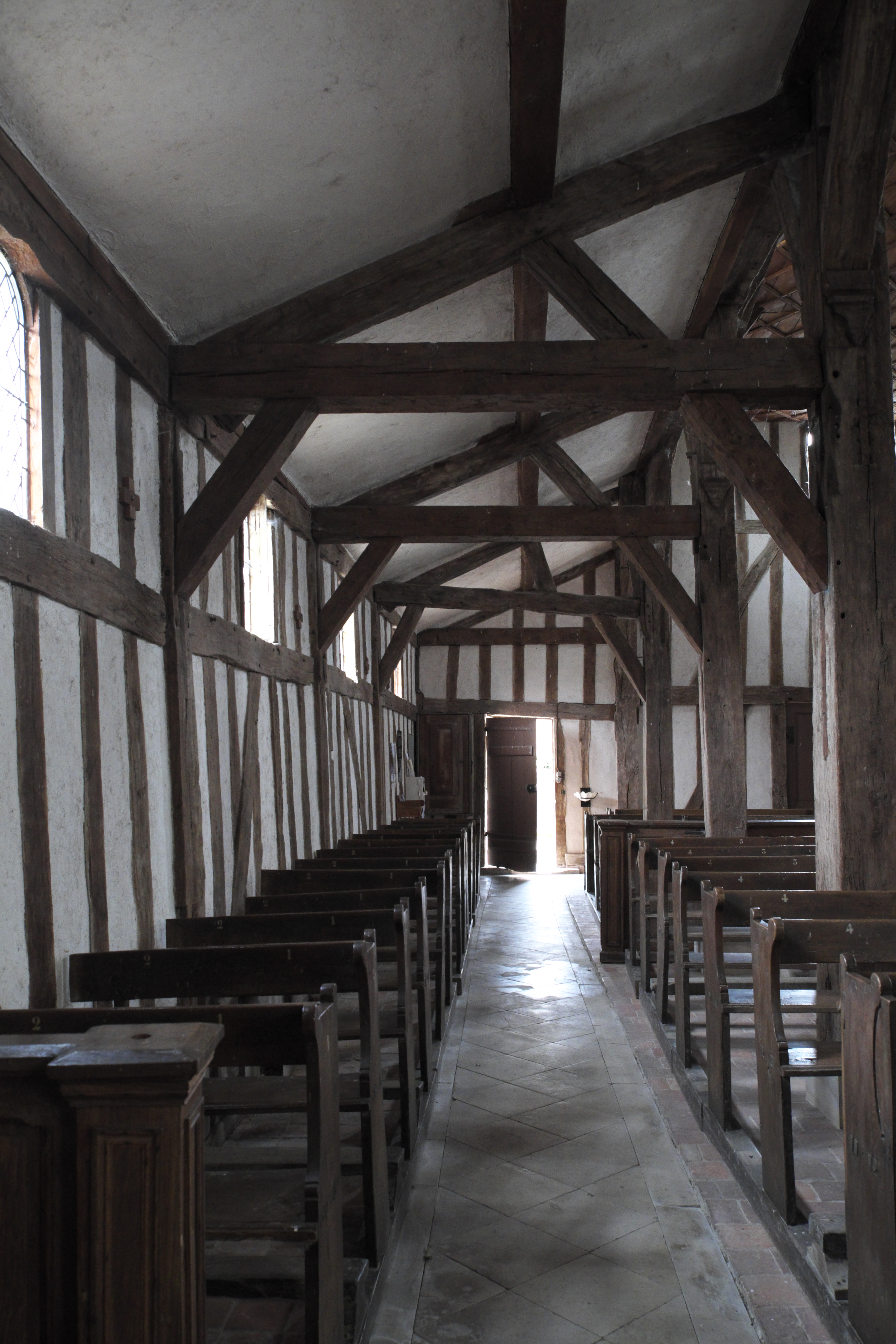
Innenraum
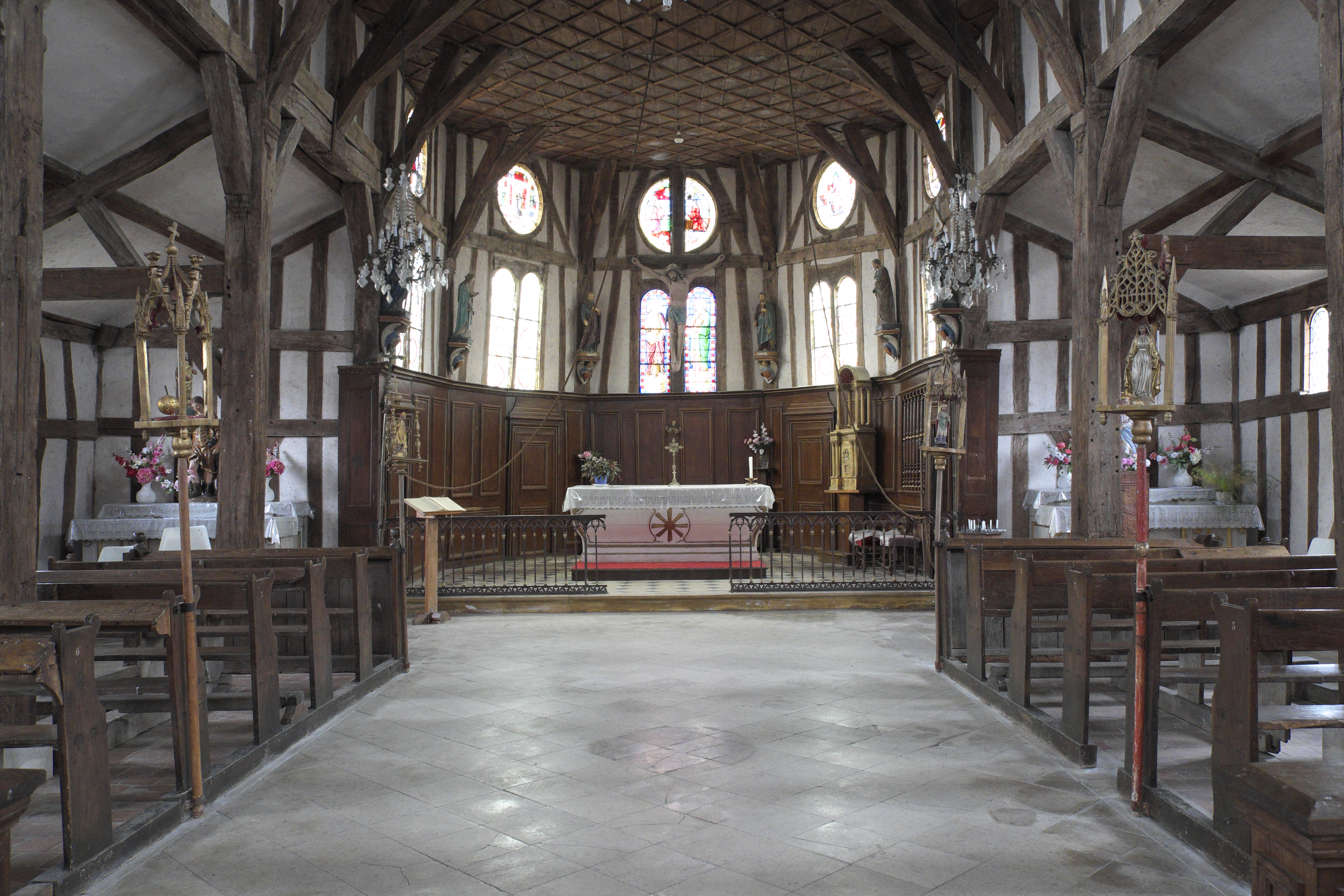
Innenraum
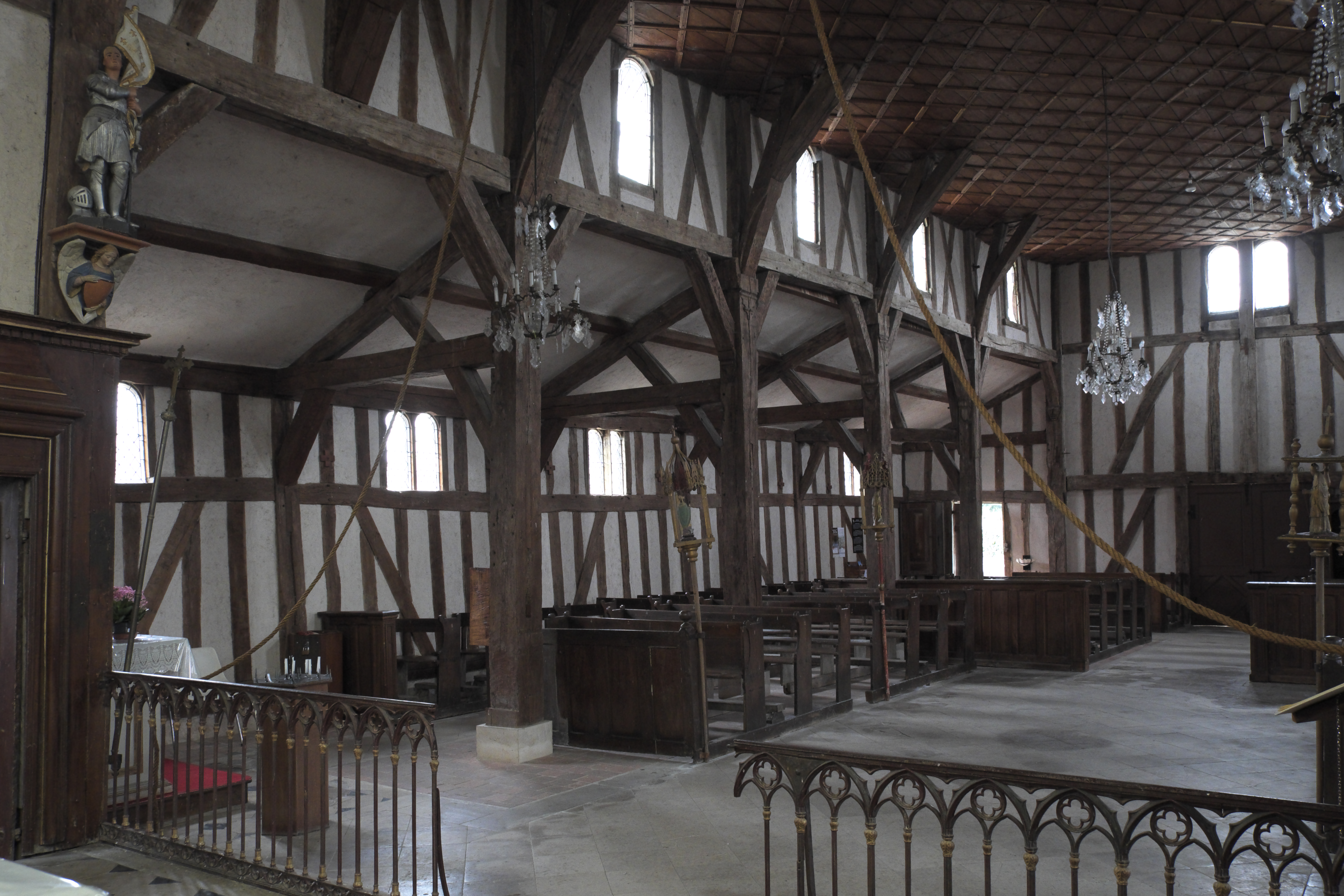
Innenraum

## Bleiglasfenster
Auf den zentralen Bleiglasfenstern im Chor sind die Kirchenpatrone Jakobus und Philippus dargestellt. In den oberen Okuli sind Scheiben mit Fragmenten aus dem 15./16. Jahrhundert eingesetzt. Auf einem Fenster ist ein Stifterpaar zu sehen, ein anderes Fenster stellt die heilige Barbara mit ihrem Attribut, dem Turm, dar. Das Fenster mit der Szene der Beweinung Jesu wird um 1505 datiert. Auf einem Fenster sieht man den Apostel Petrus, ein weiteres Fenster zeigt einen Bischof, vielleicht den heiligen Dionysius von Paris, der sein abgeschlagenes Haupt in Händen hält.

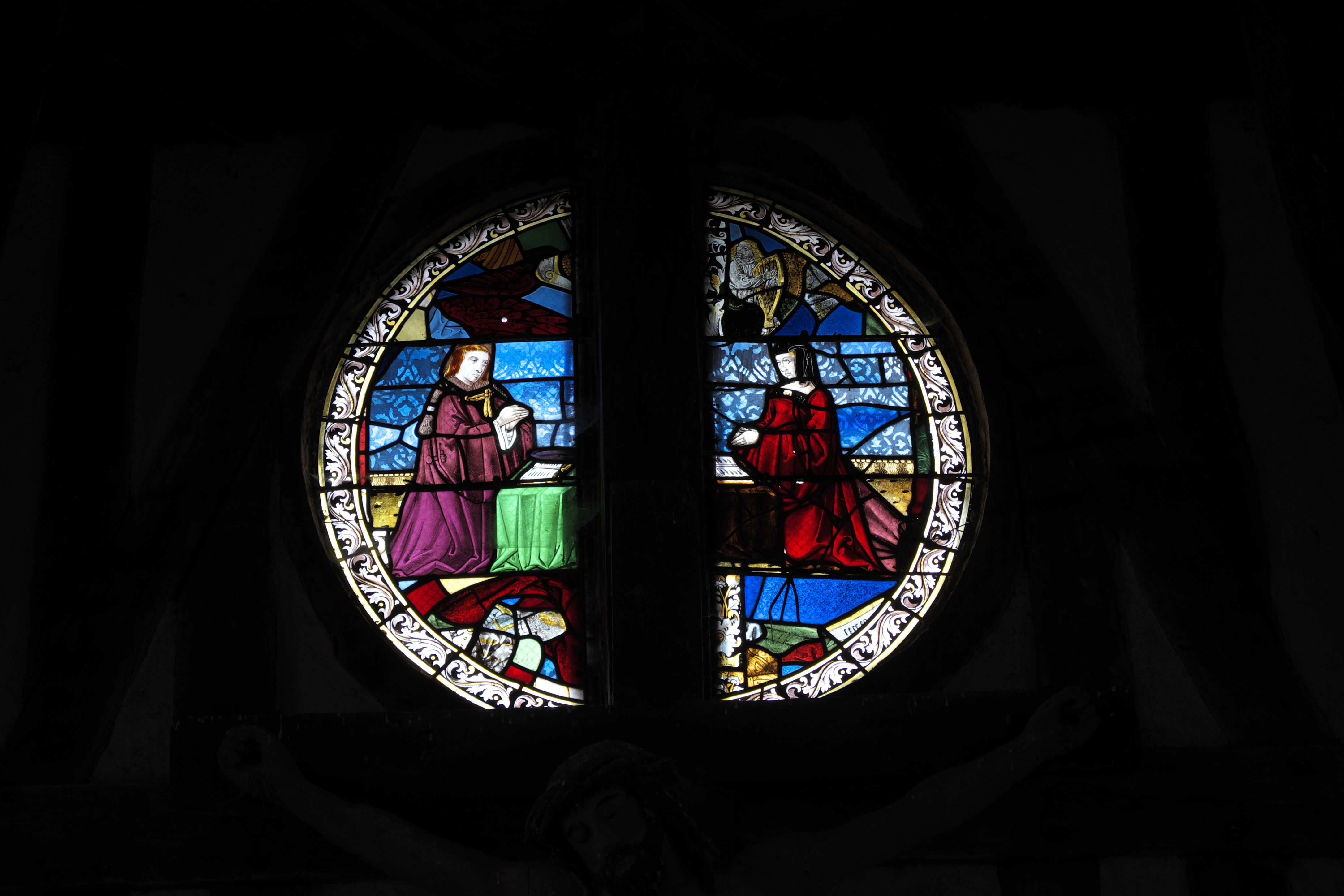
Stifter
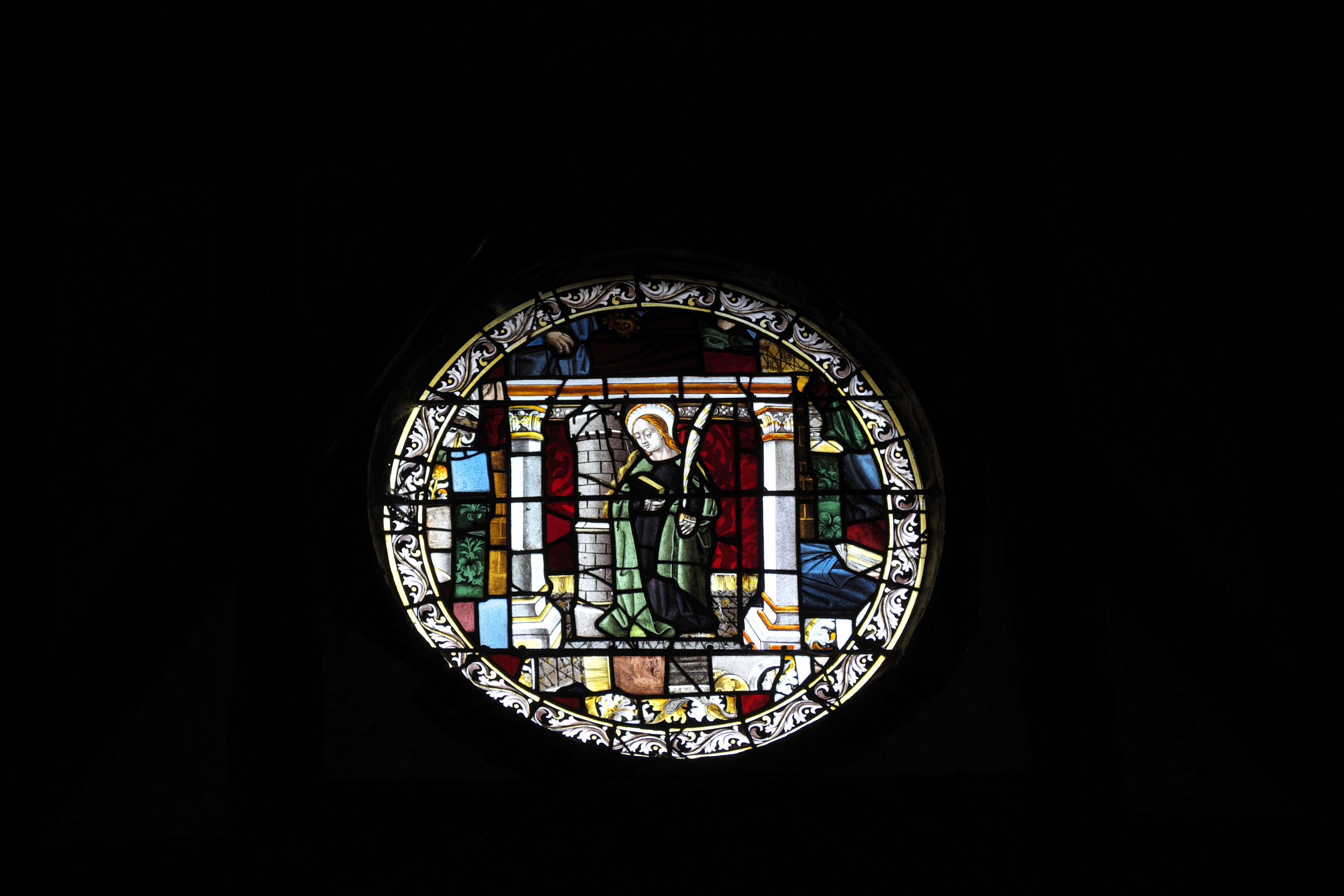
Heilige Barbara
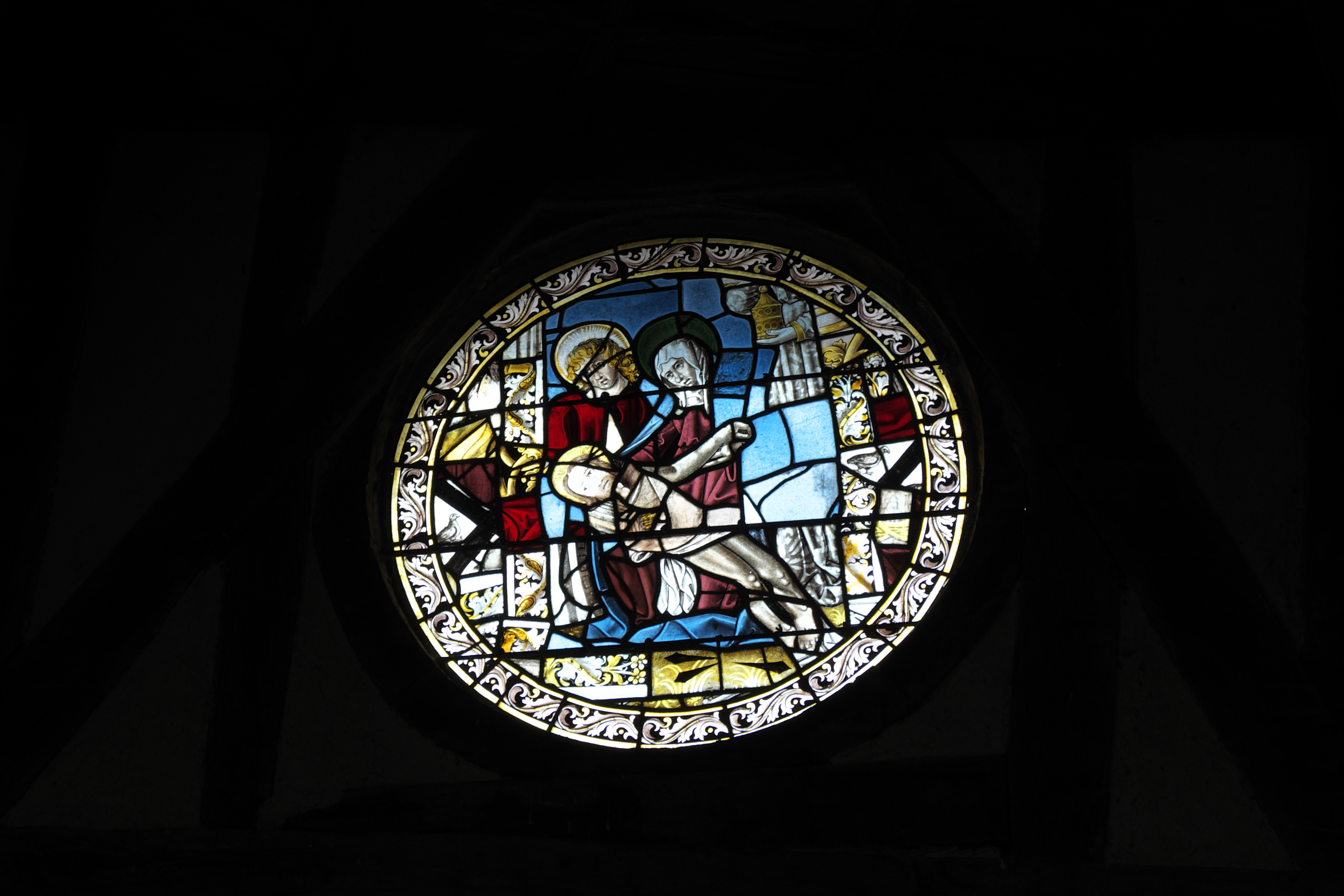
Beweinung Jesu
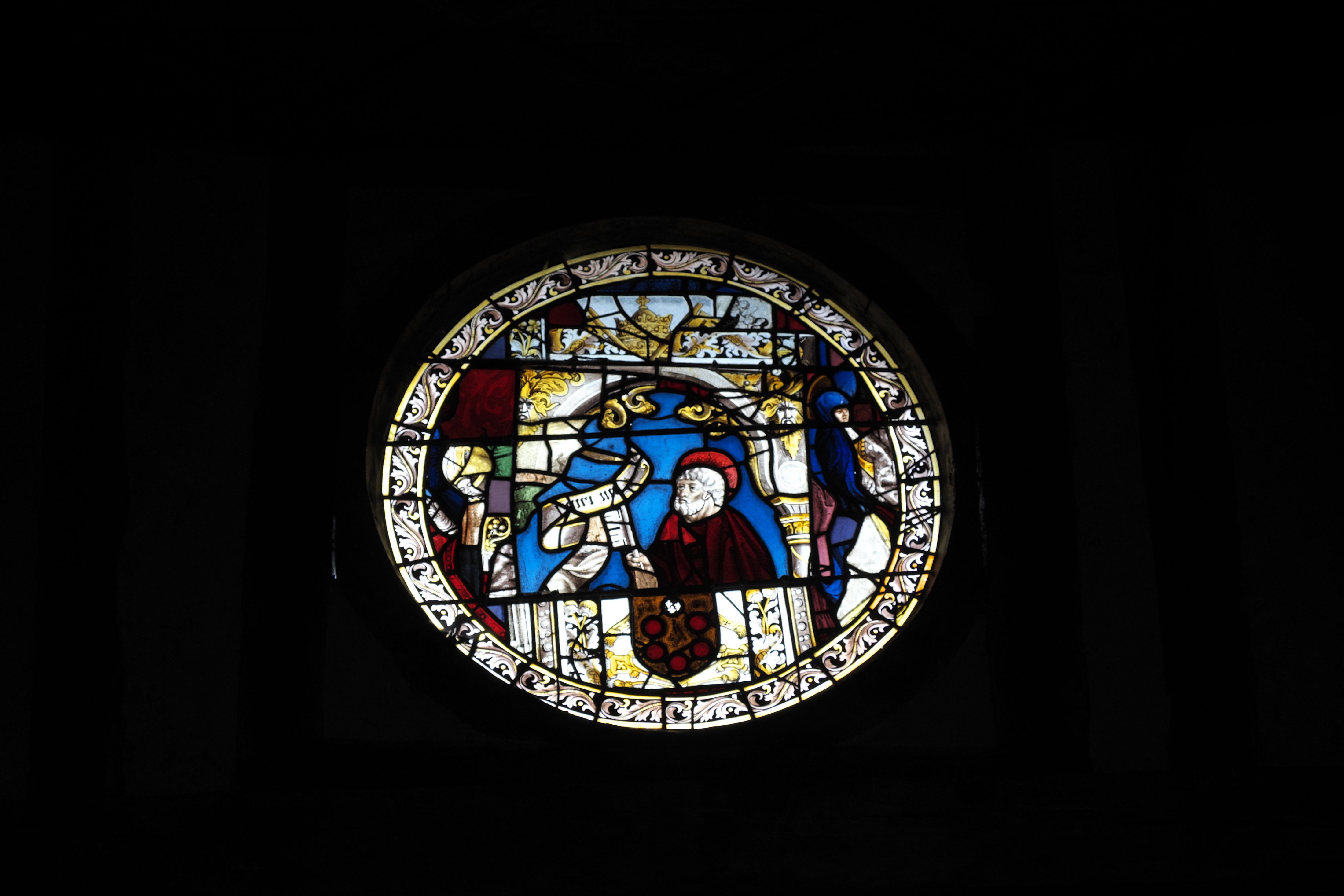
Apostel Petrus
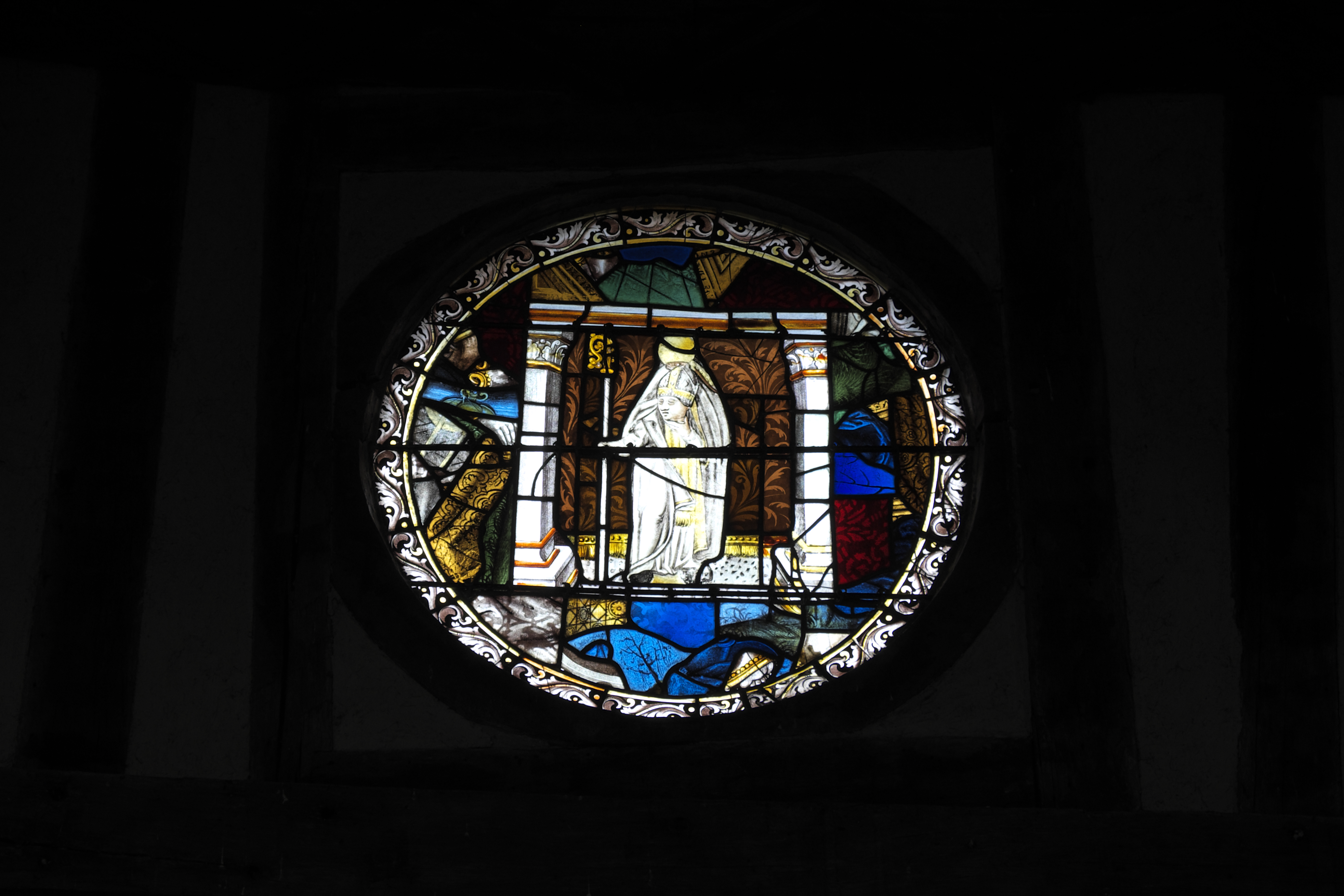
Bischof mit abgeschlagenem Haupt (heiliger Dionysius ?)

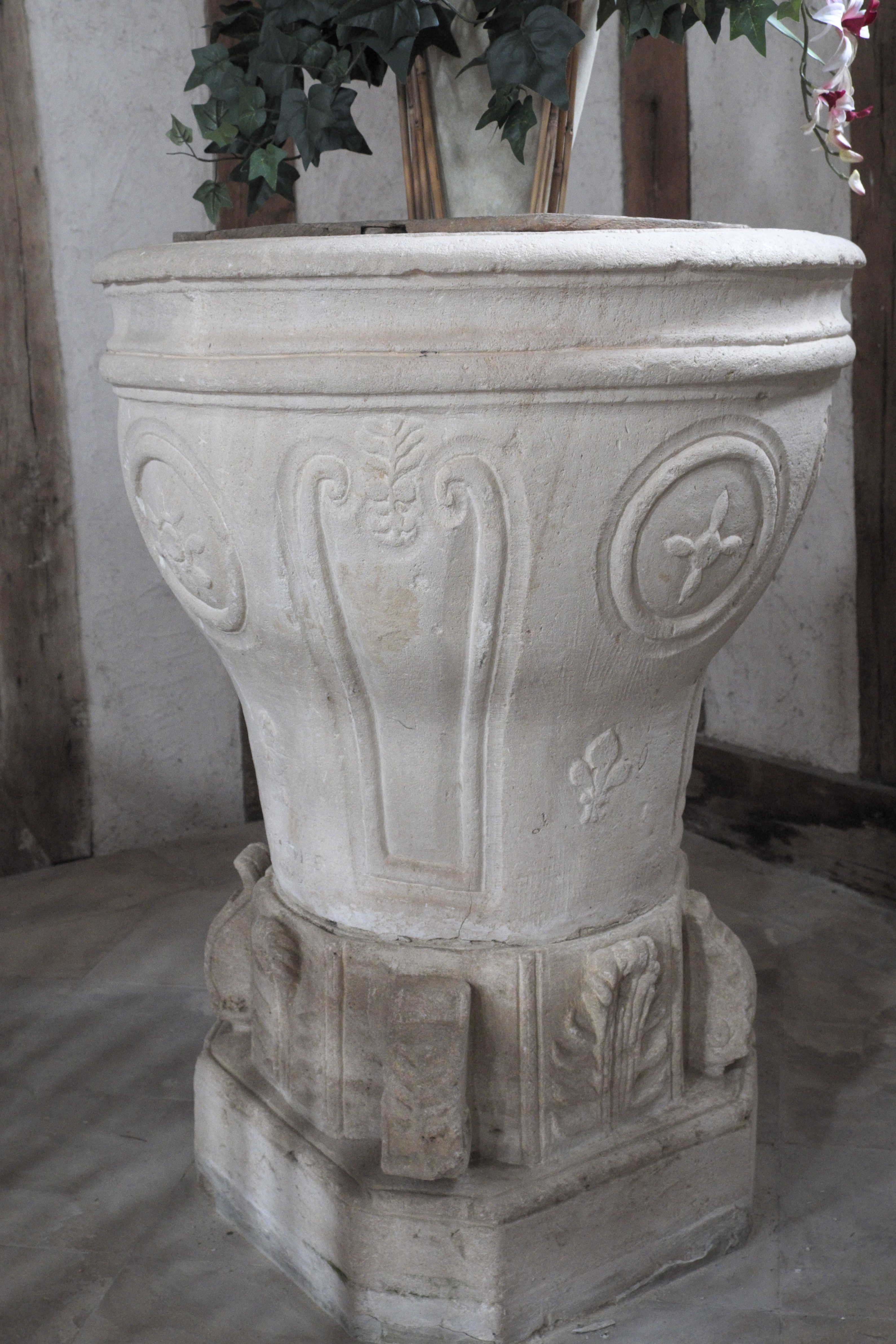
Taufbecken

## Ausstattung
- Der Giebel der Vorhalle wird von einer steinernen Figur des Apostels Jakobus des Älteren aus dem 16. Jahrhundert bekrönt.[8]
- Das farbig gefasste Kruzifix im Chor stammt ebenfalls aus dem 16. Jahrhundert.[9]
- Das Taufbecken ist mit der Jahreszahl 1779 bezeichnet.[10]
- Auf drei Prozessionsstangen aus dem 19. Jahrhundert sind der heilige Eligius, die Apostel Jakobus und Philippus und die Jungfrau Maria dargestellt.[11]

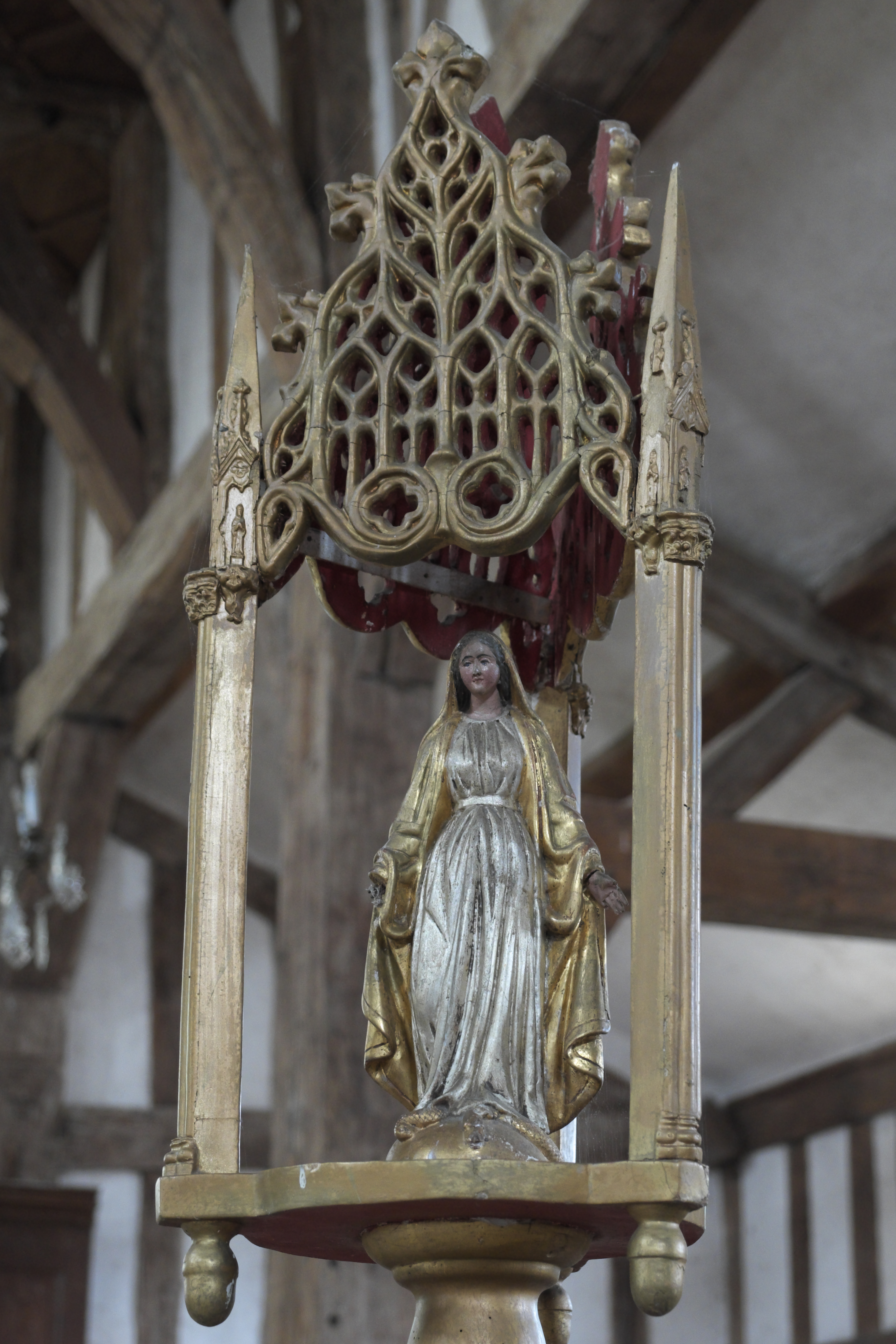
Maria
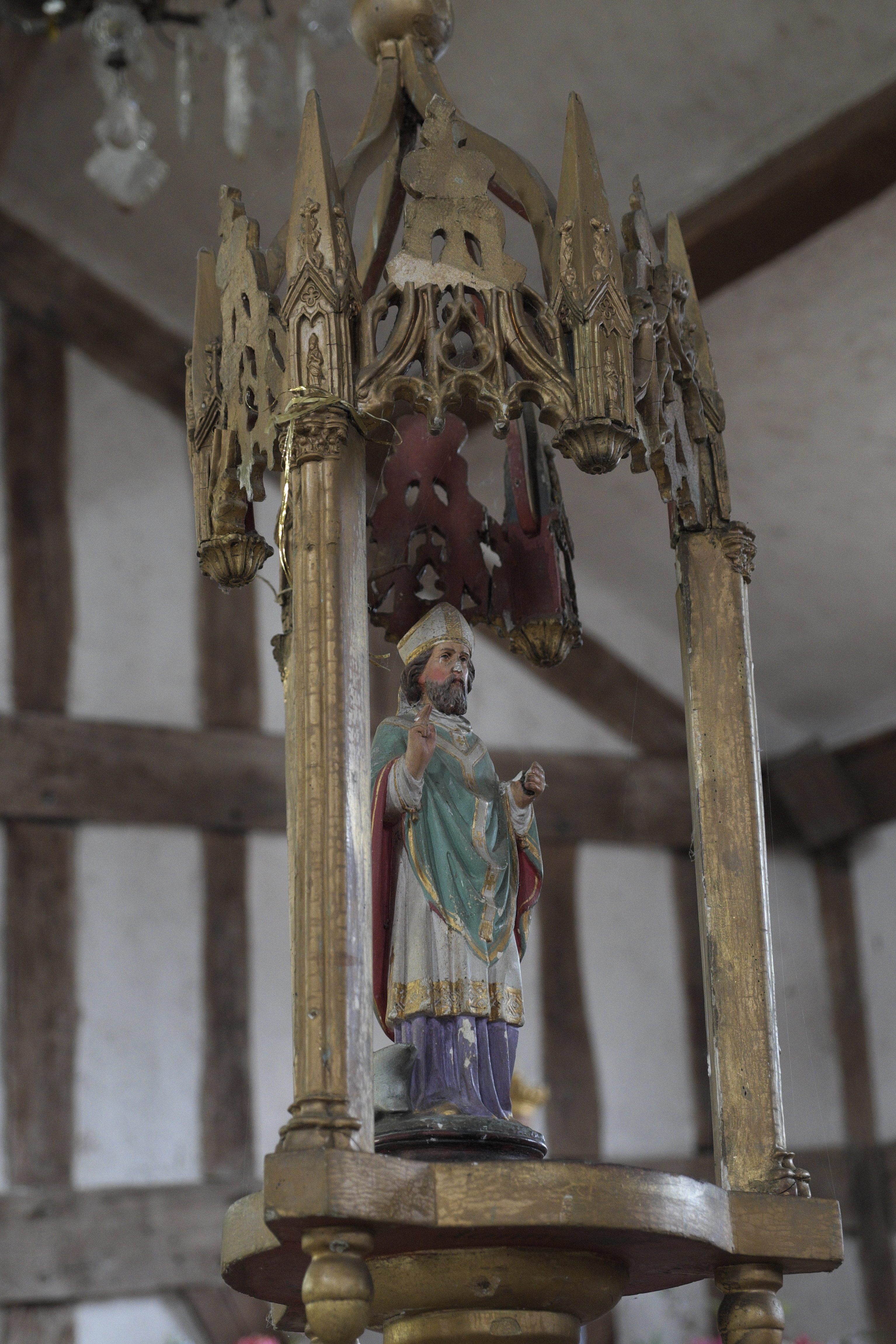
Heiliger Eligius